# La Roue de Fortune
 (septembre 2010).
Si vous disposez d'ouvrages ou d'articles de référence ou si vous connaissez des sites web de qualité traitant du thème abordé ici, merci de compléter l'article en donnant les références utiles à sa vérifiabilité et en les liant à la section « Notes et références ».
Pour les articles homonymes, voir Roue de fortune.

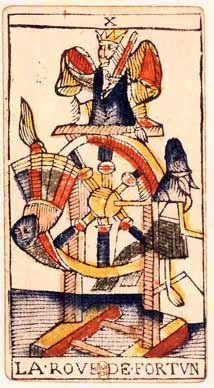
Le numéro 10, la Roue de Fortune, du jeu de Jean Dodal (début XVIIIe siècle)

La Roue de Fortune est le dixième arcane majeur du Tarot de Marseille.

## Description & symbolisme
Cette carte représente une roue, sur laquelle figurent :
- phase ascendante : un chien[2] pourvu d'un collier, signe de soumission.
- sommet : un sphinx couronné, signe d'accomplissement.
- phase descendante : un singe symbolisant la décadence.

Ces trois animaux illustrent ainsi un cycle d'évolution où la position dominante est difficile à maintenir, le haut de la roue étant en équilibre instable.
En tarot divinatoire, la Roue de Fortune sera associée à tout ce qui est rythmique (la respiration, les battements du cœur, les marées, etc.). On pourra également l'associer aux machines tournantes (moteurs, mécanismes). Elle est parfois associée au cycle du saṃsāra en bouddhisme et du Sha'ar ha'Gilgulim en kabbale.
Elle a été le thème central de la cantate Carmina Burana, empreinte de sexualité tantrique d'après Serge Hutin. Dans cette même œuvre musicale, le titre de section Fortuna Imperatrix Mundi fait d'ailleurs penser à deux autres lames du tarot : l'Impératrice et le Monde.
En numérologie, dix égale un car 10 = 1 + 0 = 1. Cette carte représente donc bien la fin d'un cycle et le retour au début d'un autre. Ce retour est représenté explicitement dans les rayons de la roue, composés de l'enchevêtrement des chiffres romains X et I.
La roue de fortune n'est pas la roue de la fortune, elle signifie au requérant qu'ici-bas tout évolue et rien ne reste en place. Celui qui était en haut perdra, celui qui était en bas gagnera.
Elle vient après l'Ermite, et indique qu'une connaissance a été acquise et qu'il faut donc s'attendre à une évolution sûre de la vie du requérant. Elle peut aussi symboliser un état de changement passé, présent ou à venir. C'est une carte dans tous les cas très dynamique et indiquant qu'il faut se prémunir contre ses effets possiblement négatifs. La Roue ou Rota et le nombre 10 sont la signature de l'Eloym, un des archanges du trône de Dieu appelé Orphaniel ou Sandalphon, qui s'incarna en tant que le Prophète Elie. Dans le triangle, elle est le symbole synthétique de l'alchimiste. Elle s'attache au signe de la Vierge. [Source : Cabale, O.Stéphane.]